# Sioux Falls
Sioux Falls település az Amerikai Egyesült Államok Dél-Dakota államában, Lincoln és Minnehaha megyében, utóbbinak megyeszékhelye. Lakosainak száma 192 517 fő (2020. április 1.).

## Népesség
A település népességének változása:
| Lakosok száma | 2164 | 10 266 | 14 094 | 33 362 | 52 969 | 65 466 | 81 182 | 123 975 | 153 888 | 192 517 |
|               | 1880 | 1900   | 1910   | 1930   | 1950   | 1960   | 1980   | 2000    | 2010    | 2020    |